# Fostiazat
Fostiazat je je hemijsko jedinjenje iz grupe estara tiofosforne kiseline.

## Ekstrakcija i prezentacija
Fostiazat se može dobiti reakcijom 2-okso-3-tiazolidina sa S-sec-butil-O-etil fosforhloridotioatom u toluenu.
Takođe se može pripremiti reakcijom fosfor trihlorida sa etanolom, sec-butil merkaptanom i tiazolidin-2-onom.